# Syn (Mythologie)
Syn (altnord. auch noch Sygn) gehört in der germanischen Mythologie dem Geschlecht der Asinnen an.
Syn ist die Göttin der Gerechtigkeit, sie hat die Aufsicht bei Gerichtsverhandlungen, damit niemand die Wahrheit verschweige. Außerdem ist sie die Dienerin der Göttin Frigg. Syn soll vor den Toren des Palastes Wingolfs gewacht haben und wehrte unerwünschte Fremdlinge ab.